# James Collinson

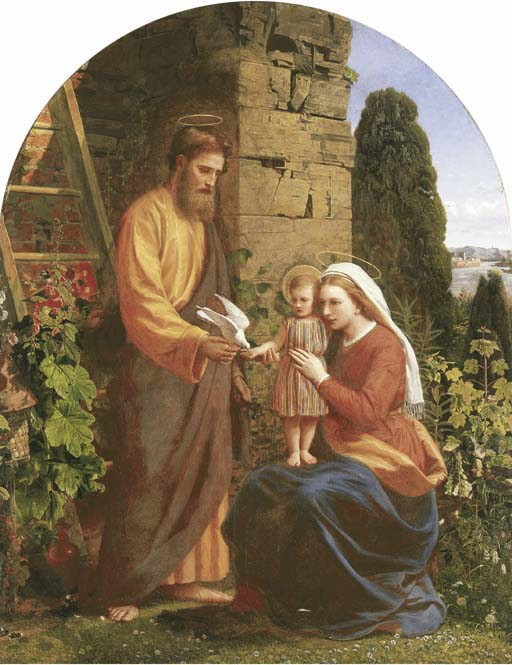
The Holy Family de James Collinson, 1878.

James Collinson va ser un pintor victorià nascut el 9 maig de 1825 i mort el 24 gener de 1881. Va ser membre de la Germandat Prerafaelita de 1848 a 1850. Pertany al Prerafaelitisme.
Els objectius de la Germandat es resumien en quatre declaracions:
- Expressar idees autèntiques i sinceres.
- Estudiar amb atenció la Naturalesa, per aprendre a expressar aquestes idees.
- Seleccionar en l'art d'èpoques passades allò que és directe, seriós i sincer, descartant tot el que sigui convencional, autocomplaent i après de memòria.
- Cercar la perfecció en la creació de pintures i escultures.

Collinson era un devot cristià que es va sentir atret per la devoció i l'església. Convers al catolicisme, va tornar a l'anglicanisme per poder casar-se amb Christina Rossetti, però la seva consciència el va obligar a tornar al catolicisme, cosa que comportà la ruptura del compromís. Quan el pintor John Everett Millais realitzà l'obra Christ In The House Of His Parents sent acusat de blasfèmia, Collinson renuncià a la Germandat per la creença que tractava de portar el cristianisme al descrèdit.
Durant el seu període com un prerafaelita, Collinson contribuí a la publicació d'El germen i va produir una sèrie d'obres religioses, sobretot The Renunciation of St Elizabeth of Hungary (1850). Després de la seva dimissió, Collinson va iniciar la seva formació per al sacerdoci com a jesuïta a la universitat, però no va acabar els seus estudis.
El 1858 es va casar amb Eliza Wheeler, la cunyada del pintor John Rogers Herbert, una de les primeres influències dels prerafaelites. De retorn a la seva carrera artística va pintar una sèrie de pintures seculars, i la més coneguda To Let and For Sale, que representava alegrement a dones en situacions que suggerien la temptació moral.
Va ser secretari de la Royal Society of British Artists de 1861 a 1870. A les acaballes de la seva vida va viure a la regió francesa de Bretanya, on va pintar The Holy Family (1878).